# Colin Gibbons
Colin Gibbons (ur. 11 września 1965) – australijski judoka.
Startował w Pucharze Świata w 1990. Srebrny medalista mistrzostw Oceanii w 1996 i brązowy w 1994. Mistrz Australii w 1995 i 1996 roku.